# Les Petits Blancs
Pour les articles homonymes, voir Petit Blanc.
Les Petits Blancs : Un voyage dans la France d'en bas, est un essai de l'écrivain français Aymeric Patricot, paru en octobre 2013 aux éditions Plein Jour.

## Thème
Le livre est consacré à une catégorie sociologique française, les « petits Blancs », dont le nom est hérité du terme d'argot américain white trash, désignant à l'origine la population américaine blanche et pauvre. Aymeric Patricot définit le petit Blanc comme suit : « Un Blanc pauvre prenant conscience de sa couleur dans un contexte de métissage et se découvrant aussi misérable que les minorités tenues pour être, a priori, moins bien traitées que lui. » Parti à la rencontre de ces « Blancs déchus », l'auteur en rapporte une galerie de portraits, permettant de mieux connaître cette fraction paupérisée des Français de souche. Il dénonce également leur abandon par les élites politico-médiatiques et le mépris qu'ils subissent de leur part, parlant de « mise à l'index d'une population rancie » et d'« animalisation d'une partie de la population »,.

## La catégorie sociologique «petits Blancs»
Les « petits Blancs » forment une catégorie sociologique qui correspond en partie à ce que le géographe Christophe Guilluy appelle la France périphérique. En effet, s'il subsiste dans cette dernière une réalité des catégories populaires, d'abord caractérisées par un revenu faible et non par une appartenance ethnique, la communautarisation de la France a fait se rapprocher les deux notions, en laissant les Français issus de l'immigration récente dans les banlieues des grandes métropoles, et les classes aisées à l'intérieur de ces villes. Il s'ensuit un ressentiment des petits Blancs, non seulement à l'endroit des Français issus de l'immigration, dont ils ont souvent fui la domination[pertinence contestée] démographique, culturelle et cultuelle, pour se réfugier dans le périurbain, mais aussi et surtout à l'endroit des classes dirigeantes et des bobos, responsables et bénéficiaires de cette situation, que les petits Blancs accusent d'exprimer du mépris de classe à leur égard,.
En 2020, le même auteur publie La Révolte des Gaulois, où l'auteur souligne que certaines des personnes ayant apporté leur témoignage dans Les Petits Blancs sont devenues des Gilets jaunes.